# Abrigo nuclear

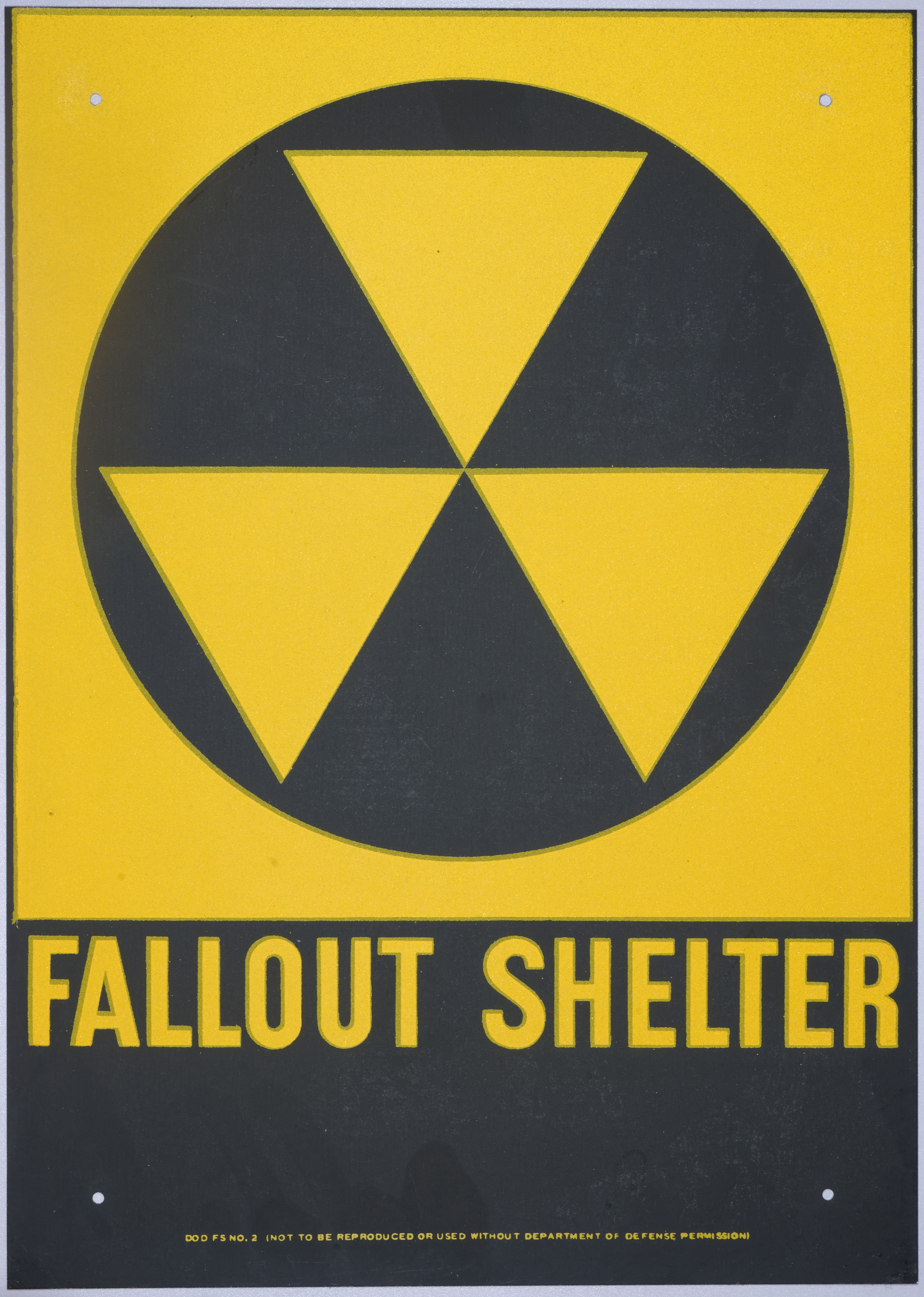
Um sinal de abrigo nuclear nos Estados Unidos da América, projetado em 1961 pelo diretor de suporte logístico administrativo do Corpo de Engenheiros do Exército dos Estados Unidos, en.

Um abrigo nuclear é um espaço fechado especialmente designado para proteger os ocupantes de detritos radioativos ou precipitação radioativa resultante de uma explosão nuclear. Muitos desses abrigos foram construídos como medidas de defesa civil durante a Guerra Fria.
Durante uma explosão nuclear, a matéria vaporizada na bola de fogo resultante é exposta aos nêutrons da explosão, absorve-os e torna-se radioativa. Quando esse material se condensa na chuva, forma poeira e materiais arenosos leves que se assemelham à pedra-pomes do solo. A precipitação radioativa emite partículas alfa e beta, além de raios gama.
Grande parte desse material altamente radioativo cai na Terra, sujeitando qualquer coisa dentro da linha de visão à radiação, tornando-se um perigo significativo. Um abrigo nuclear é projetado para permitir que seus ocupantes minimizem a exposição à precipitação radioativa nociva até que a radioatividade tenha decaído para um nível mais seguro, em algumas semanas ou meses.

## Princípio
Um abrigo nuclear é projetado para proteger seus ocupantes de:
- efeitos mecânicos e térmicos de uma explosão nuclear (ou acidente nuclear);[2]

- precipitação radioativa, permitindo que eles sobrevivam por um período de tempo considerado suficiente para que possam escapar com segurança.

## História

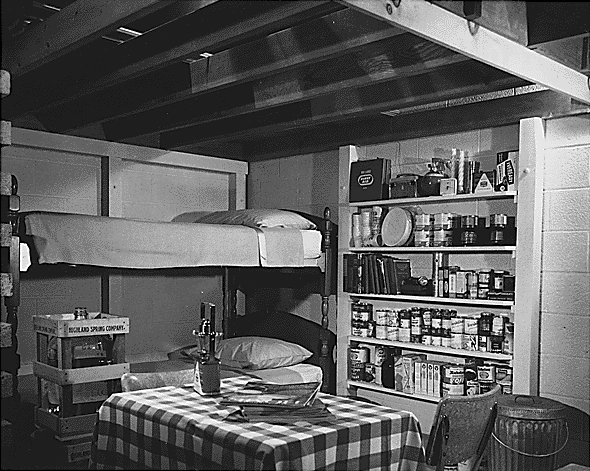
Abrigo nuclear americano, por volta de 1957.

### América do Norte

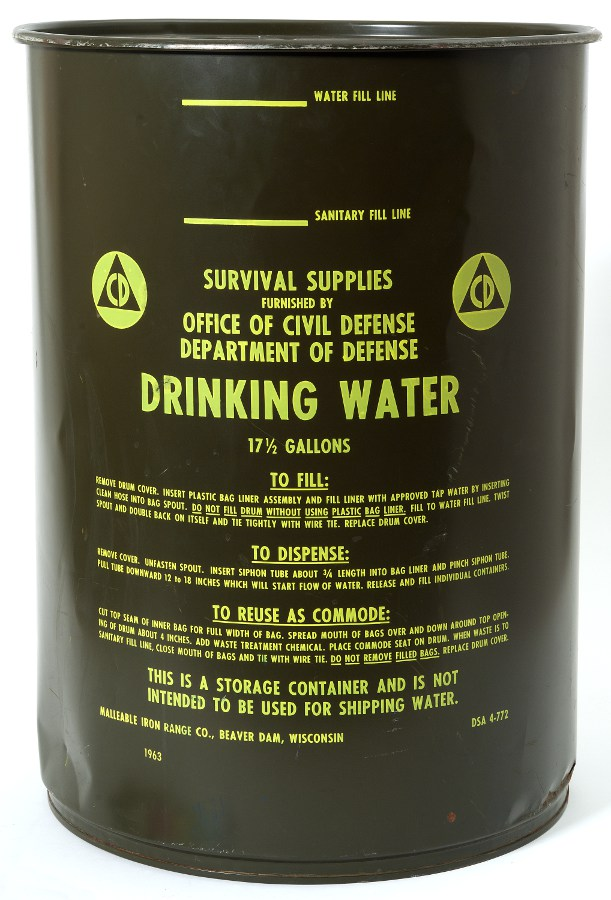
Lata de armazenamento de água para abrigos nucleares: um barril de 66 litros desenvolvido pelo Departamento de Defesa dos EUA, Escritório de Defesa Civil. 1963

Durante a Guerra Fria, muitos países construíram abrigos nucleares para funcionários de alto escalão do governo e instalações militares cruciais, como o Projeto Greek Island [en] e o bunker nuclear Cheyenne Mountain [en] nos Estados Unidos e a Sede do Governo de Emergência [en] do Canadá. No entanto, foram feitos planos para usar edifícios existentes com porões robustos no nível do solo como abrigos improvisados contra precipitação radioativa. Esses prédios foram sinalizados com o sinal de trevo amarelo-alaranjado e preto projetado pelo diretor de suporte logístico administrativo do Corpo de Engenheiros do Exército dos Estados Unidos, Robert Blakeley [en], em 1961.
O programa National Emergency Alarm Repeater [en] (NEAR) foi desenvolvido nos Estados Unidos em 1956, durante a Guerra Fria, para complementar os sistemas de alerta por sirene e as transmissões de rádio existentes no caso de um ataque nuclear. O dispositivo de alarme civil NEAR foi projetado e testado, mas o programa não era viável e foi encerrado em 1967.
Nos Estados Unidos, em setembro de 1961, sob a direção de Steuart L. Pittman, o governo federal iniciou o Programa Comunitário de Abrigos Nucleares. Uma carta do Presidente John F. Kennedy aconselhando o uso de abrigos nucleares foi publicada na edição de setembro de 1961 da revista Life. De 1961 a 1963, as vendas de abrigos nucleares cresceram, mas, eventualmente, houve uma reação pública contra o abrigo nuclear como produto de consumo.
Em novembro de 1961, na revista Fortune, foi publicado um artigo de Gilbert Burck que delineava os planos de Nelson Rockefeller, Edward Teller, Herman Kahn e Chet Holifield [en] para uma enorme rede de abrigos subterrâneos contra precipitação radioativa revestidos de concreto em todos os Estados Unidos, suficientes para abrigar milhões de pessoas e servir de refúgio em caso de guerra nuclear.
Os Estados Unidos encerraram o financiamento federal para os abrigos na década de 1970. Em 2017, a cidade de Nova York começou a remover os sinais amarelos, pois era improvável que o público encontrasse alimentos e medicamentos dentro dessas salas.

#### Atomitat
O Atomitat [en] era um bunker subterrâneo em Plainview, Texas: foi projetado por Jay Swayze [en] e concluído em 1962. O abrigo foi projetado em resposta ao medo de uma guerra nuclear durante a Guerra Fria. Foi projetado para ser um "habitat atômico" que atendia às especificações da Defesa Civil dos Estados Unidos. Foi o primeiro bunker a atender às especificações como abrigo nuclear. Swayze também construiu uma casa subterrânea para a Feira Mundial de Nova York de 1964: foi chamada de Underground World Home [en].

### Europa
Projetos semelhantes foram realizados na Finlândia, que exige que todos os edifícios com área superior a 600 m² tenham um abrigo NBQ (nuclear-biológico-químico), e na Noruega, que exige que todos os edifícios com área superior a 1.000 m² tenham um abrigo.
A antiga União Soviética e outros países do Bloco Oriental geralmente projetavam seus túneis subterrâneos de transporte de massa e metrô para servirem como abrigos nucleares e antibombas no caso de um ataque. Atualmente, a linha de metrô mais profunda do mundo está situada em São Petersburgo, na Rússia, com uma profundidade média de 60 metros, enquanto a estação de metrô mais profunda é a Arsenalna [en], em Kiev, com 105,5 metros.
A Alemanha tem abrigos protegidos para 3% de sua população, a Áustria para 30%, a Finlândia para 70%, a Suécia para 81%, e a Suíça para 114%.

#### Reino Unido
No Reino Unido, uma rede de abrigos nucleares foi construída em todo o território, no subsolo.

#### Bósnia e Herzegovina

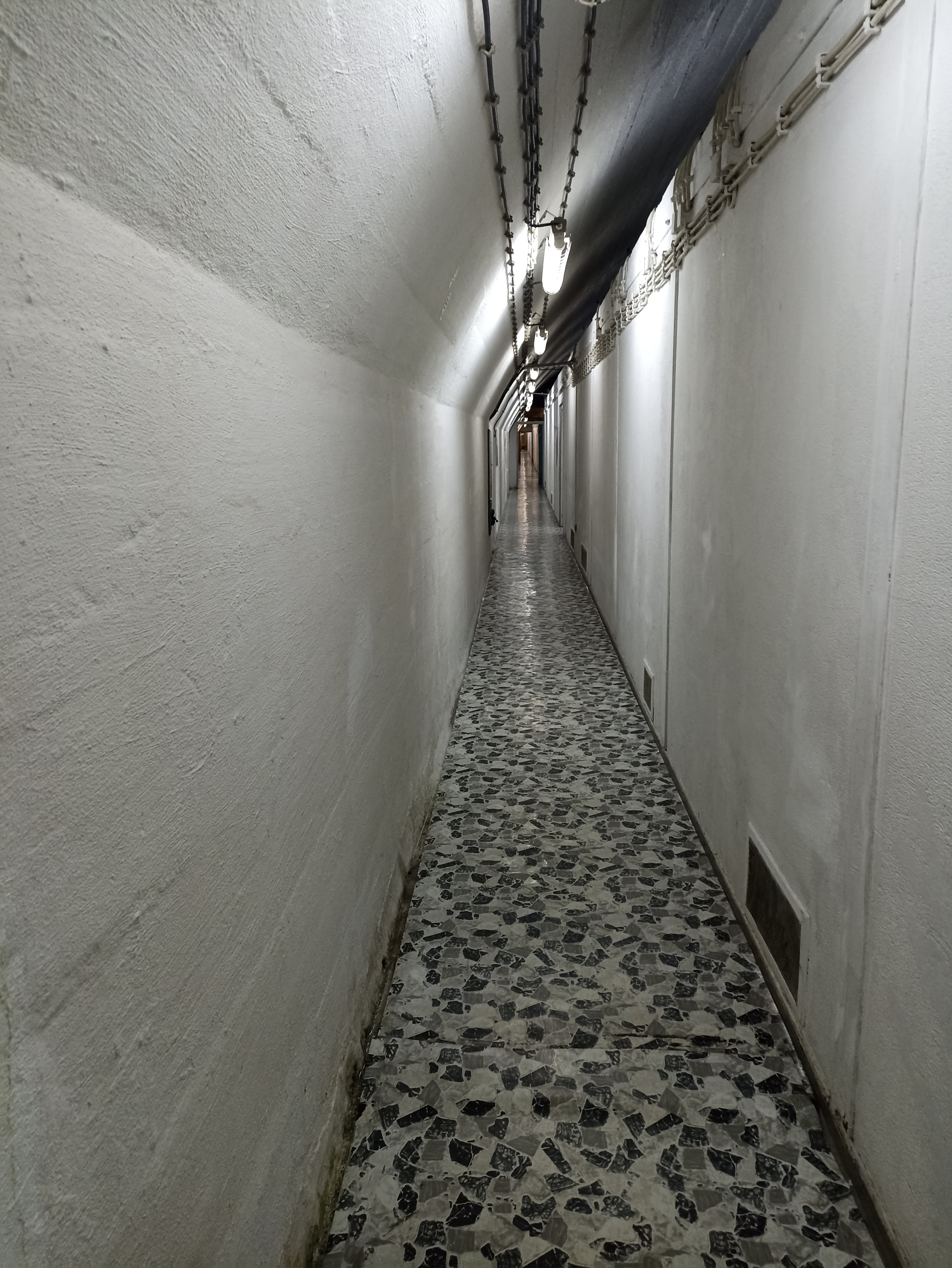
Instalação subterrânea en, na Bósnia e Herzegovina.

O Armijska Ratna Komanda D-0 [en], também conhecido como Ark, foi um bunker nuclear e centro de comando militar da época da Guerra Fria localizado próximo à cidade de Konjic [en] na Bósnia e Herzegovina. Construído para proteger o presidente iugoslavo Josip Broz Tito e até 350 membros de seu círculo íntimo no caso de uma guerra atômica, a estrutura era composta por áreas residenciais, salas de conferência, escritórios, salas de planejamento estratégico e outras áreas. O bunker permaneceu em segredo de Estado até depois da dissolução da Iugoslávia na década de 1990.
A instalação está agora sob a autoridade do Ministério da Defesa da Bósnia e Herzegovina [en] e é administrada pelas Forças Armadas da Bósnia e Herzegovina, guardada por um destacamento de cinco soldados, mas é designada pela KONS [en] como Monumentos Nacionais da Bósnia e Herzegovina e usada como espaço de exposição para projetos como o Evento Cultural da Europa, com forte apoio da UNESCO, e atração turística.

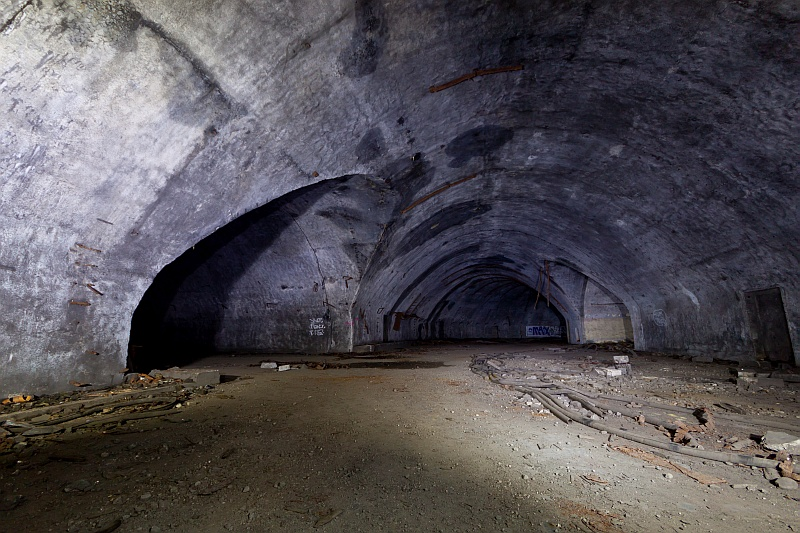
Aeroporto militar subterrâneo de Željava.

Outra instalação subterrânea é a Base Aérea de Željava [en], situada na fronteira entre a Bósnia e Herzegovina e a Croácia, sob a montanha Plješevica [en], perto da cidade de Bihać. Era o maior aeroporto subterrâneo e base aérea militar da República Socialista Federativa da Iugoslávia (SFRY) e um dos maiores da Europa. A função da instalação era estabelecer, integrar e coordenar uma rede nacional de radares de alerta antecipado na SFRY, semelhante ao NORAD nos EUA. O complexo continha túneis com comprimento total de 3,5 km (2,2 milhas) e o bunker com quatro entradas protegidas por portas pressurizadas de 100 toneladas, três das quais foram personalizadas para uso por aeronaves de asa fixa, capaz de abrigar dois esquadrões de caça completos, um esquadrão de reconhecimento e instalações de manutenção associadas. Foi projetado e construído para suportar um impacto direto de uma bomba nuclear de 20 quilotons, equivalente à que foi lançada em Nagasaki. A instalação subterrânea foi revestida com escudos de concreto semicirculares, dispostos a cada 10 km (6,2 milhas), para amortecer o impacto do ataque. O complexo incluía uma fonte de água subterrânea, geradores de energia, alojamentos da tripulação e outras instalações militares estratégicas. Também abrigava um refeitório com capacidade para alimentar 1.000 pessoas simultaneamente, além de estoques de alimentos, combustível e armas suficientes para 30 dias. O combustível era fornecido por uma rede de tubulação subterrânea de 20 km conectada a um depósito militar em Pokoj Hill, perto de Bihać. Atualmente, eles são populares para exploração urbana.

#### Suíça

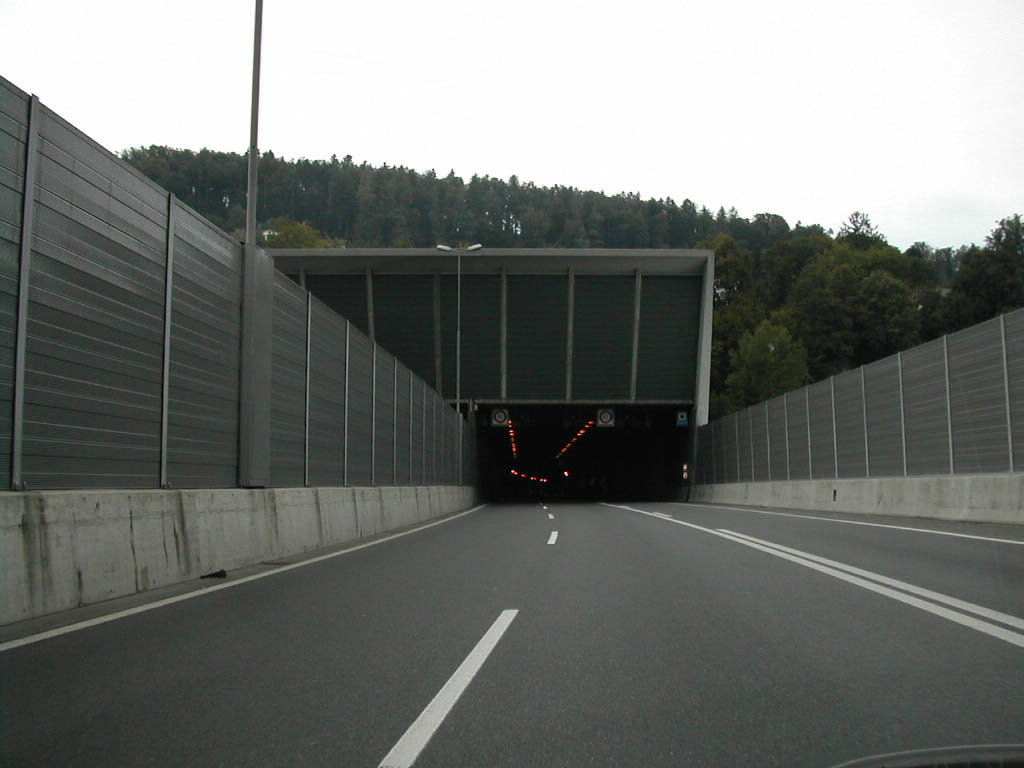
O en, na Suíça, foi o maior abrigo civil contra precipitação nuclear do mundo, projetado para proteger 20.000 civis em caso de guerra ou desastre (função de defesa civil abandonada em 2006).

A Suíça construiu uma extensa rede de abrigos nucleares, não apenas reforçando edifícios governamentais, como escolas, mas também por meio de um regulamento de construção que exige abrigos nucleares em edifícios residenciais desde a década de 1960 (a primeira base legal nesse sentido data de 4 de outubro de 1963). Posteriormente, a lei garantiu que todos os edifícios residenciais construídos depois de 1978 contivessem um abrigo nuclear capaz de resistir a uma explosão de 12 megatons a uma distância de 700 metros. A Lei Federal sobre a Proteção da População e Proteção Civil ainda exige que todos os habitantes tenham um lugar em um abrigo perto de onde moram.
As autoridades suíças mantiveram grandes abrigos comunitários (como o Túnel Sonnenberg [en] até 2006) abastecidos com mais de quatro meses de alimentos e combustível. O manual  Nuclear War Survival Skills declarou que, a partir de 1986, "a Suíça tem o melhor sistema de defesa civil, que já inclui abrigos contra explosões para mais de 85% de todos os seus cidadãos". Em 2006, havia cerca de 300.000 abrigos construídos em residências particulares, instituições e hospitais, bem como 5.100 abrigos públicos para um total de 8,6 milhões de lugares, um nível de cobertura igual a 114% da população.
Na Suíça, a maioria dos abrigos residenciais não é mais abastecida com os alimentos e a água necessários para uma habitação prolongada e um grande número foi convertido pelos proprietários para outros usos (por exemplo, adegas e academias). Mas o proprietário ainda tem a obrigação de garantir a manutenção do abrigo.

## Detalhes da construção do abrigo

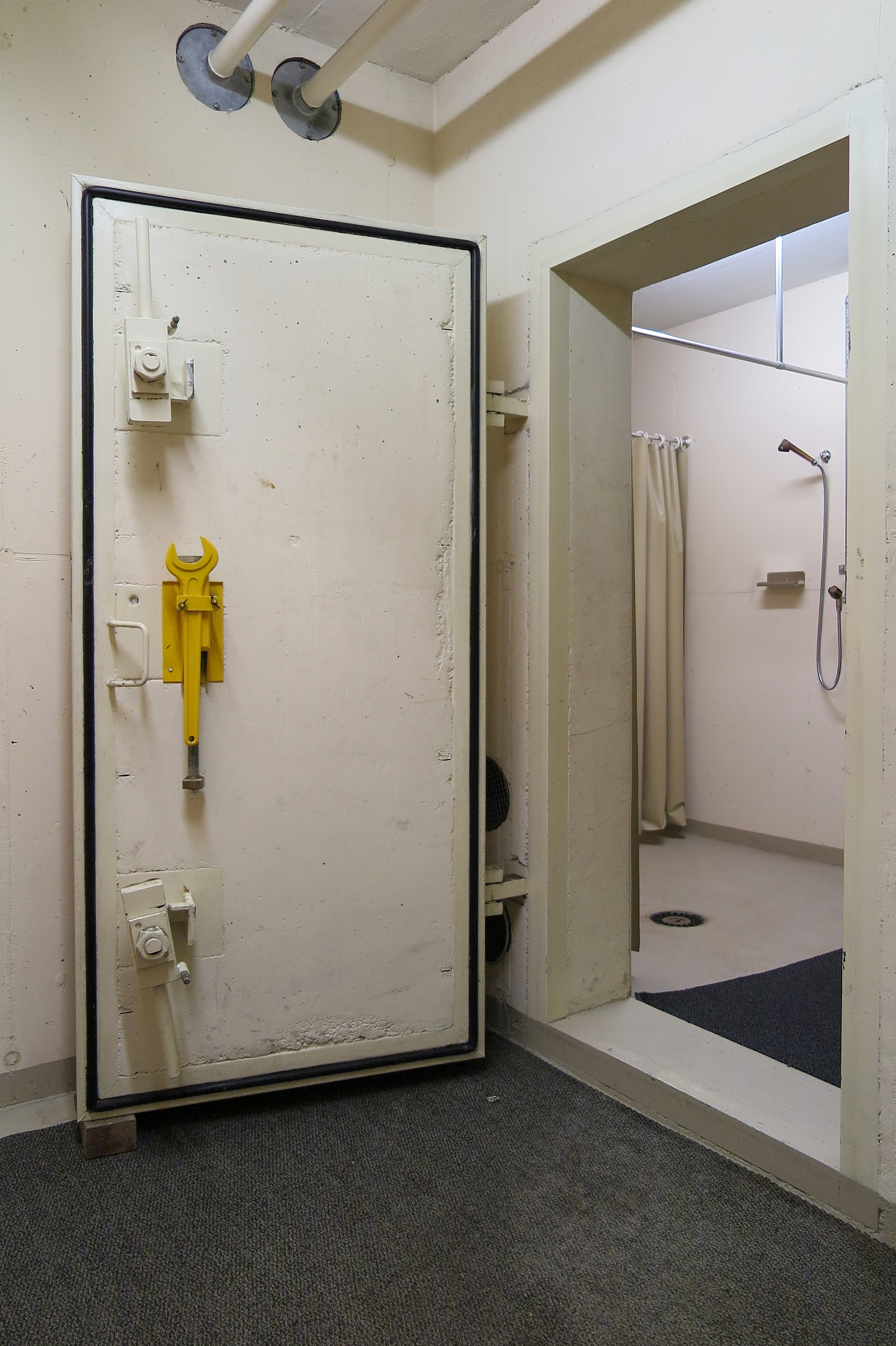
Porta de um abrigo nuclear público na Suíça (2014).

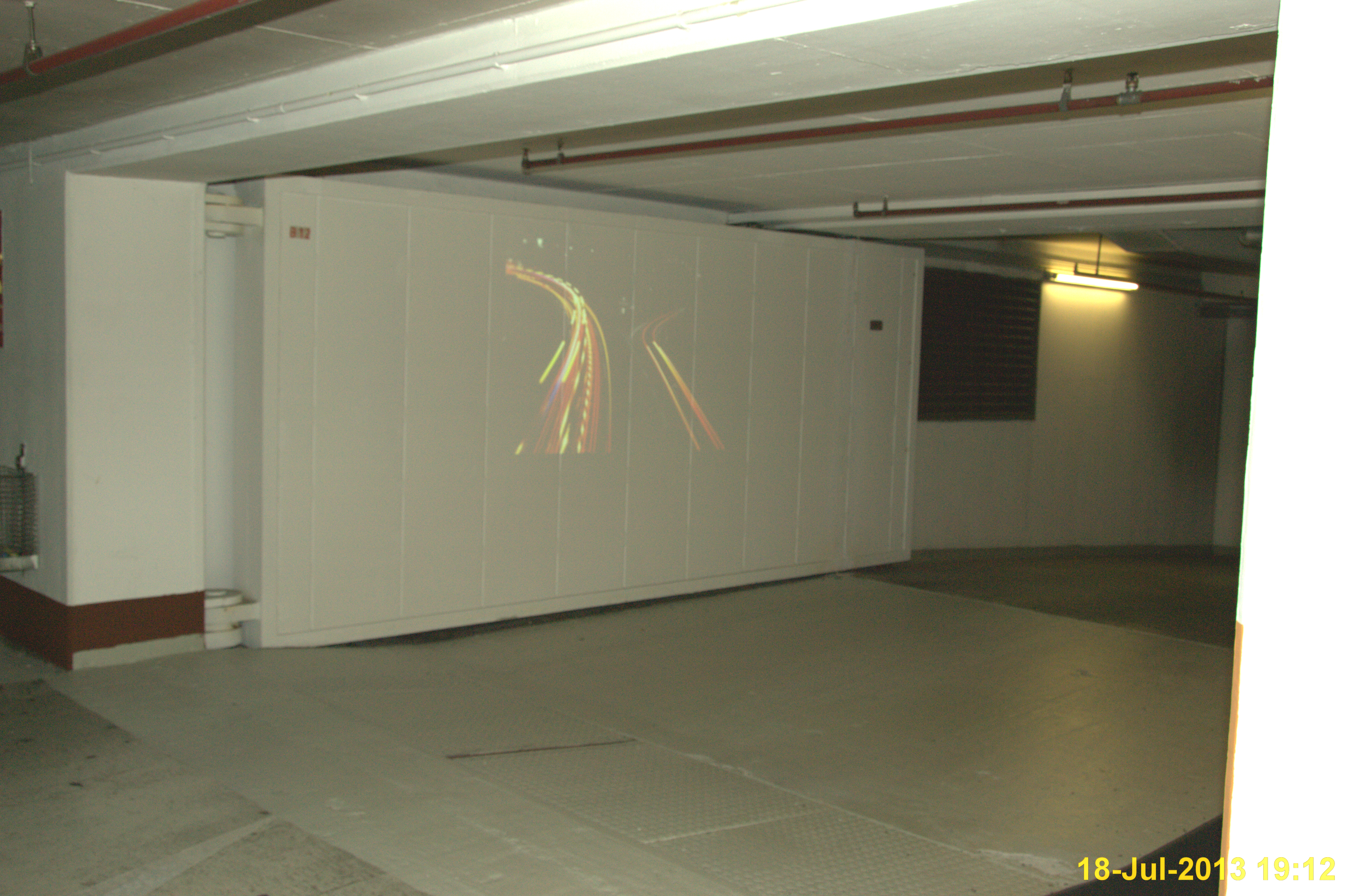
Grande porta corta-fogo, vedando um abrigo dentro do estacionamento no subsolo de um hotel na Alemanha.

### Proteção
Um abrigo básico contra precipitação radioativa consiste em blindagens que reduzem a exposição a raios gama por um fator de 1000. A blindagem necessária pode ser obtida com 10 vezes a espessura de qualquer quantidade de material capaz de reduzir a exposição aos raios gama pela metade. As blindagens que reduzem a intensidade dos raios gama em 50% incluem 1 centímetro  de chumbo, 6 cm de concreto, 9 cm de terra compactada ou 150 metros de ar. Quando várias espessuras são construídas, a blindagem se multiplica. Assim, uma proteção prática contra precipitação radioativa é composta por dez espessuras de terra compactada, reduzindo os raios gama em aproximadamente 1.024 vezes.
Normalmente, um abrigo nuclear construído para esse fim é uma trincheira, com um teto forte enterrado por 1 m de terra. As duas extremidades têm rampas ou entradas perpendiculares à trincheira, de modo que os raios gama não possam entrar (eles só podem viajar em linhas retas). Para tornar a sobrecarga à prova d'água (em caso de chuva), uma folha de plástico pode ser enterrada alguns centímetros abaixo da superfície e mantida com pedras ou tijolos.
As portas antiexplosão são projetadas para absorver a onda de choque de uma explosão nuclear, dobrando-se e retornando à sua forma original.

### Controle de climatização
A terra seca é um isolante térmico razoavelmente bom, mas, ao longo de várias semanas de habitação, um abrigo se tornará perigosamente quente. A forma mais simples de ventilador eficaz para resfriar um abrigo é uma estrutura larga e pesada com abas que se abrem na porta do abrigo e podem ser giradas a partir de dobradiças no teto. As abas se abrem em uma direção e se fecham na outra, bombeando o ar.
O ar não filtrado é seguro, pois a precipitação radioativa mais perigosa tem a consistência de areia ou pedra-pomes finamente moída. Essas partículas grandes não são facilmente ingeridas pelos tecidos moles do corpo, portanto, não são necessários grandes filtros. Qualquer exposição à poeira fina é muito menos perigosa do que a exposição à precipitação radioativa fora do abrigo. A poeira fina o suficiente para passar pela entrada provavelmente passará pelo abrigo. Alguns abrigos, entretanto, incorporam filtros NBQ para proteção adicional.

### Localidades
Os abrigos públicos eficazes podem ser os andares intermediários de alguns edifícios altos ou estruturas de estacionamento, ou abaixo do nível do solo na maioria dos edifícios com mais de 10 andares. A espessura dos andares superiores deve formar um escudo eficaz, e as janelas da área abrigada não devem ter vista para o solo coberto por precipitação radioativa que esteja a menos de 1,5 km. Uma das soluções da Suíça é usar túneis rodoviários que passam pelas montanhas, sendo que alguns desses abrigos são capazes de proteger dezenas de milhares de pessoas.
Os abrigos nucleares nem sempre são subterrâneos. Edifícios acima do solo com paredes e telhados densos o suficiente para proporcionar um fator de proteção significativo podem ser usados como abrigo nuclear.

### Conteúdos
Um rádio alimentado por bateria pode ser útil para obter relatórios sobre padrões de precipitação radioativa e liberação. Entretanto, o rádio e outros equipamentos eletrônicos podem ser desativados pelo pulso eletromagnético. Por exemplo, mesmo no auge da Guerra Fria, a proteção contra pulso eletromagnético foi concluída para apenas 125 das aproximadamente 2.771 estações de rádio do Sistema de Transmissão de Emergência [en] dos Estados Unidos. Além disso, apenas 110 dos 3.000 Centros Operacionais de Emergência existentes haviam sido protegidos contra efeitos de PEM. O Sistema de Transmissão de Emergência foi suplantado nos Estados Unidos pelo Sistema de Alerta de Emergência.
O manual  Nuclear War Survival Skills inclui os seguintes suprimentos em uma lista de "Preparações Mínimas de Pré-Crise": uma ou mais pás, uma picareta, uma serra de arco com uma lâmina extra, um martelo e filme de polietileno de 0,1 mm (também quaisquer pregos, arame, etc.); uma bomba caseira de ventilação para o abrigo; recipientes grandes para água; uma garrafa plástica de alvejante de hipoclorito de sódio; um ou dois KFMs (medidores de precipitação radioativa de Kearny) e o conhecimento para operá-los; pelo menos um suprimento de 2 semanas de alimentos compactos e não perecíveis; um fogão portátil eficiente; fósforos de madeira em um recipiente à prova d'água; recipientes e utensílios essenciais para armazenar, transportar e cozinhar alimentos; uma lata de 20 litros ventilada por mangueira, com sacos plásticos pesados como forros, para uso como banheiro; absorventes; tela para insetos e isca para moscas; quaisquer medicamentos especiais necessários para os membros da família; iodeto de potássio puro, um frasco de 60 ml e um conta-gotas; um kit de primeiros socorros e um tubo de pomada antibiótica; velas de queima longa (com pavios pequenos) suficientes para pelo menos 14 noites; uma lâmpada a óleo; uma lanterna e baterias extras; e um rádio transistorizado com baterias extras e uma caixa de metal para protegê-lo do pulso eletromagnético.
Os habitantes devem ter água à mão, de 4 a 8 litros por pessoa por dia. A água armazenada em contêineres a granel requer menos espaço do que a água armazenada em garrafas menores.

#### Medidor de precipitação radioativa de Kearny
Os contadores Geiger fabricados comercialmente são caros e exigem calibração frequente. É possível construir um medidor de radiação do tipo eletroscópio chamado  medidor de precipitação radioativa Kearny, que não requer baterias ou calibração profissional, a partir de planos em escala adequada com apenas uma lata ou balde de café, placa de gesso, linha de pesca de monofilamento [en] e papel alumínio. Os planos estão disponíveis gratuitamente em domínio público no manual Nuclear War Survival Skills de Cresson Kearny [en].

## Iodeto de potássio
Se disponível, os habitantes podem tomar iodeto de potássio na proporção de 130 mg/dia por adulto (65 mg/dia por criança) como uma medida adicional para proteger a glândula tireoide da absorção do iodo radioativo, um componente da maior parte da precipitação radioativa e dos resíduos do reator.

Habilidades relativas de três tipos diferentes de radiação ionizante para penetrar em matéria sólida.

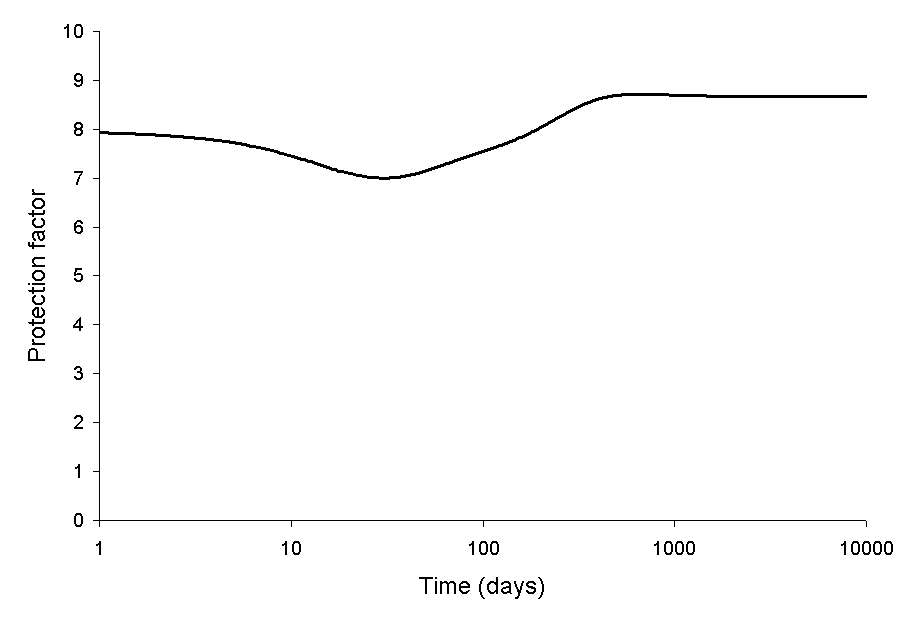
O fator de proteção fornecido por 10 cm de blindagem de concreto onde a fonte é a precipitação radioativa idealizada de Chernobyl.

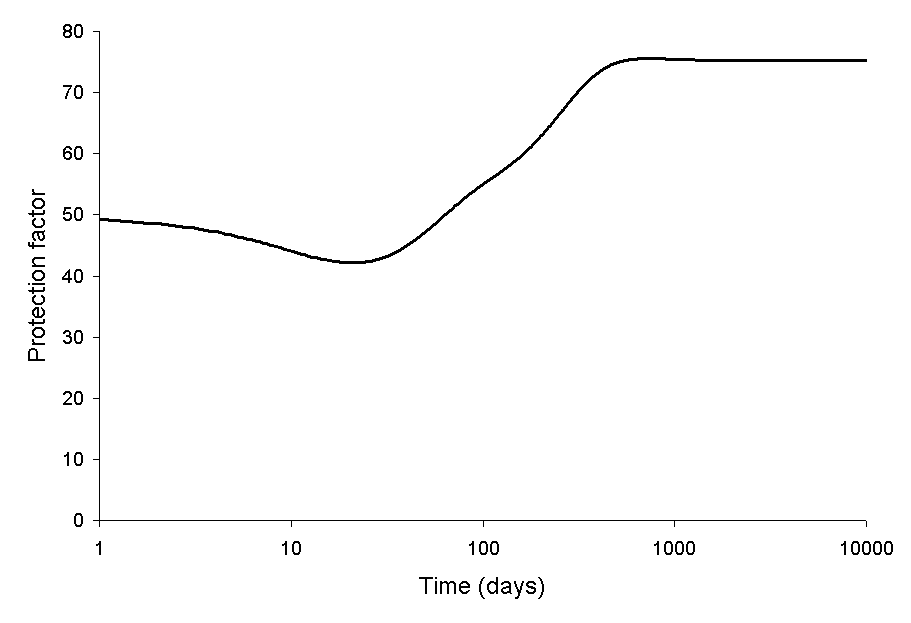
O fator de proteção fornecido por 20 cm de blindagem de concreto onde a fonte é a precipitação radioativa idealizada de Chernobyl.

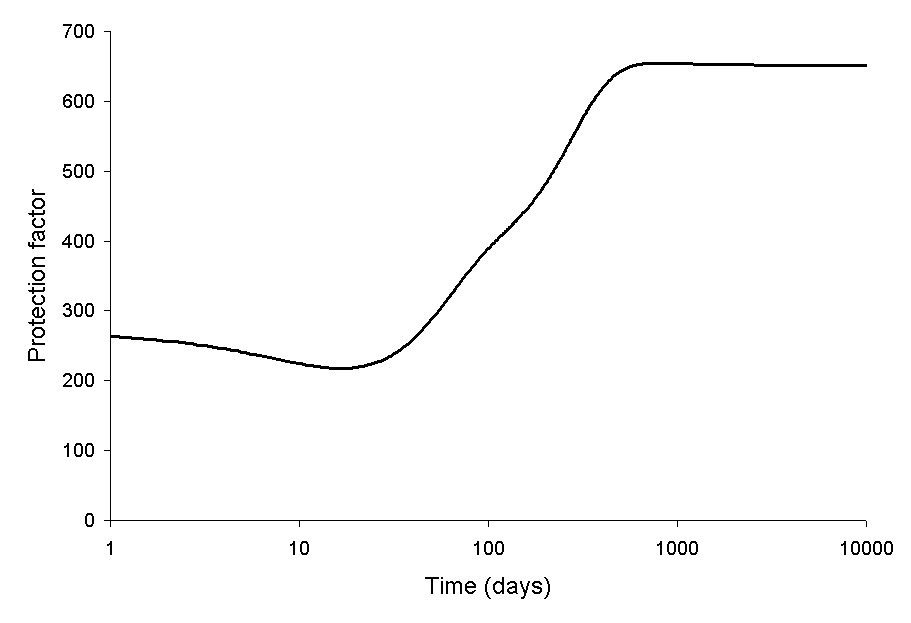
O fator de proteção fornecido por 30 cm de blindagem de concreto onde a fonte é a precipitação radioativa idealizada de Chernobyl.

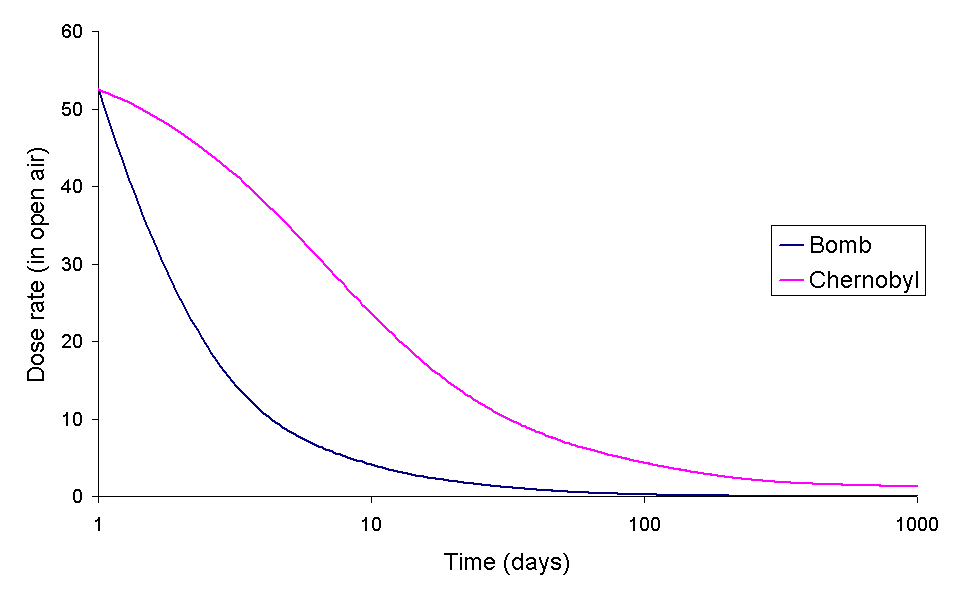
Taxas de dose gama relativas calculadas da bomba atômica e da precipitação radioativa de Chernobyl.

## Diferentes tipos de radiação emitidos pela precipitação radioativa

### Alfa (α)
Na grande maioria dos acidentes e em todas as explosões de bombas atômicas, a ameaça causada pelos emissores beta e gama é maior do que a representada pelos emissores alfa na precipitação radioativa. As partículas alfa são idênticas a um núcleo de hélio-4 (dois prótons e dois nêutrons) e viajam a velocidades superiores a 5% da velocidade da luz. As partículas alfa têm pouco poder de penetração; a maioria não consegue atravessar a pele humana. Evitar a exposição direta às partículas da precipitação radioativa evitará lesões causadas pela radiação alfa.

### Beta (β)
A radiação beta consiste em partículas (elétrons de alta velocidade) emitidas por alguns resíduos radioativos. A maioria das partículas beta não consegue penetrar mais do que cerca de 3 metros de ar ou cerca de 3 mm de água, madeira ou tecido do corpo humano; ou uma folha de papel alumínio. Evitar a exposição direta às partículas da precipitação radioativa evitará a maioria das lesões causadas pela radiação beta.
Os principais perigos associados à radiação beta são a exposição interna de partículas de precipitação ingeridas e queimaduras por radiação beta de partículas de precipitação com menos de alguns dias. As queimaduras por radiação beta podem resultar do contato com partículas altamente radioativas na pele nua; as roupas comuns que separam as partículas de precipitação radioativa da pele podem proporcionar uma proteção significativa.

### Gama (γ)
A radiação gama penetra mais na matéria do que a radiação alfa ou beta. A maior parte do projeto de um típico abrigo nuclear destina-se à proteção contra raios gama. Os raios gama são mais bem absorvidos por materiais com alto número atômico e alta densidade, embora nenhum desses efeitos seja importante em comparação com a massa total por área no caminho do raio gama. Portanto, o chumbo é apenas um pouco melhor como proteção contra raios gama do que uma massa igual de outro material de proteção, como alumínio, concreto, água ou solo.
Alguma radiação gama da precipitação radioativa penetrará até mesmo nos melhores abrigos. Entretanto, a dose de radiação recebida dentro de um abrigo pode ser significativamente reduzida com a blindagem adequada. Dez espessuras reduzidas à metade de um determinado material podem reduzir a exposição à radiação gama para menos de 1⁄1000 da exposição sem blindagem.

## Armas vs. precipitação de acidentes nucleares
A maior parte da radioatividade na precipitação de acidentes nucleares tem vida mais longa do que na precipitação proveniente de armas. Uma boa tabela de nuclídeos, como a fornecida pela Universidade de Ciência e Tecnologia da Coreia [en], inclui os rendimentos de fissão dos diferentes nuclídeos. A partir desses dados, é possível calcular a mistura isotópica na precipitação radioativa (devido aos produtos de fissão na precipitação radioativa da bomba).

## Outros assuntos e melhorias simples
Embora a casa de uma pessoa possa não ser um abrigo feito sob medida, ela pode ser considerada como tal se forem tomadas medidas para melhorar o grau de proteção contra precipitação radioativa.

### Medidas para reduzir a dose de radiação beta
A principal ameaça da exposição à radiação beta vem das partículas quentes [en] em contato ou próximas à pele de uma pessoa. Além disso, as partículas quentes ingeridas ou inaladas podem causar queimaduras do tipo beta. Como é importante evitar a entrada de partículas quentes no abrigo, uma opção é remover as roupas externas ou seguir outros procedimentos de descontaminação [en] ao entrar. As partículas de precipitação radioativa deixarão de ser radioativas o suficiente para causar queimaduras do tipo beta em poucos dias após uma explosão nuclear. O perigo da radiação gama persistirá por muito mais tempo do que a ameaça de queimaduras do tipo beta em áreas com grande exposição à precipitação radioativa.

### Medidas para reduzir a dose de radiação gama
A taxa de dose gama devido à contaminação trazida para o abrigo nas roupas de uma pessoa provavelmente será pequena (para os padrões de tempo de guerra) em comparação com a radiação gama que penetra pelas paredes do abrigo. As seguintes medidas podem ser tomadas para reduzir a quantidade de radiação gama que entra no abrigo:
- Os telhados e as calhas podem ser limpos para diminuir a taxa de dose na casa.

- A polegada superior do solo na área próxima à casa pode ser removida ou escavada e misturada com o subsolo. Isso reduz a taxa de dose, pois os raios gama precisam passar pela camada superior do solo antes de irradiar qualquer coisa acima.

- As estradas próximas podem ser enxaguadas e lavadas para remover a poeira e os detritos; a precipitação radioativa se acumularia nos esgotos e nas calhas, facilitando o descarte. Em Kiev, após o acidente nuclear de Chernobyl, um programa de lavagem de estradas foi usado para controlar a disseminação da radioatividade.

- As janelas podem ser fechadas com tijolos ou o peitoril pode ser levantado para reduzir o buraco na blindagem formada pela parede.

- As lacunas na blindagem podem ser bloqueadas com o uso de recipientes com água. Embora a água tenha uma densidade muito menor do que a do chumbo, ela ainda é capaz de bloquear raios gama.

- A terra (ou outro material denso) pode ser amontoada contra as paredes expostas do edifício; isso força os raios gama a passar por uma camada mais espessa de blindagem antes de entrar na casa.

- As árvores próximas podem ser removidas para reduzir a dose devido à precipitação radioativa que está nos galhos e nas folhas. O governo dos EUA sugeriu que um abrigo nuclear não deve ser cavado perto de árvores por esse motivo.[49]

## Abrigos nucleares na cultura popular

O sinal distintivo internacional do pessoal e das infraestruturas de defesa civil.

Os abrigos nucleares aparecem com destaque no romance de Robert A. Heinlein, Farnham's Freehold [en] (Heinlein construiu um abrigo bastante extenso perto de sua casa em Colorado Springs em 1963), Pulling Through de Dean Ing [en], A Canticle for Leibowitz de Walter M. Miller e Earth [en] de David Brin.
O episódio de Twilight Zone de 1961, "The Shelter [en]", de um roteiro de Rod Serling, trata das consequências do uso real de um abrigo nuclear. Outro episódio da série, chamado "One More Pallbearer [en]", apresentou um abrigo contra precipitação radioativa de propriedade de um milionário. A adaptação de 1985 da série teve o episódio "Shelter Skelter", que apresentava um abrigo nuclear.
No episódio "The Russians are Coming [en]", de Only Fools and Horses, exibido em 1981, Derek Trotter compra um abrigo nuclear feito de chumbo e decide construí-lo com medo de uma guerra nuclear iminente causada pela União Soviética.
Em 1999, foi lançado o filme Blast from the Past. É um filme de comédia romântica sobre um físico nuclear, sua esposa e seu filho que entram em um abrigo nuclear espaçoso e bem equipado durante a Crise dos Mísseis de Cuba em 1962. Eles só saem de lá 35 anos depois, em 1997. O filme mostra a reação deles à sociedade contemporânea.
A série de jogos eletrônicos Fallout retrata os restos da civilização humana depois de uma guerra nuclear global imensamente destrutiva; os Estados Unidos da América construíram abrigos subterrâneos conhecidos como cofres, que foram anunciados para proteger a população contra um ataque nuclear, mas quase todos eles foram, na verdade, destinados a atrair sujeitos para experimentos humanos de longo prazo.
Paranoia [en], um jogo de RPG, se passa em um abrigo nuclear do tamanho de uma cidade, que passou a ser governado por um computador insano.
Um episódio da sitcom Malcolm in the Middle apresenta uma subtrama que gira em torno de Reese e Dewey descobrindo um abrigo nuclear até então desconhecido em seu quintal e prendendo seu pai Hal nele, que logo se apaixona pela decoração dos anos 1960 do abrigo.
A série de livros Metro 2033, do autor russo Dmitri Glukhovski, retrata a vida dos sobreviventes nos sistemas de metrô abaixo de Moscou e São Petersburgo após uma troca nuclear entre a Federação Russa e os Estados Unidos da América.
Os abrigos nucleares são frequentemente apresentados no reality show de televisão Doomsday Preppers [en].
A série de livros Silo, de Hugh Howey, apresenta amplos abrigos contra precipitação radioativa que protegem os habitantes de um desastre inicialmente desconhecido.
O filme estadunidense The Tomorrow Man [en], de 2019, gira em torno de um homem recluso cuja principal preocupação é cuidar de seu abrigo nuclear em casa e das teorias de conspiração que poderiam colocá-lo em uso.